# 1211 Bressole
1211 Bressole eller 1931 XA är en asteroid i huvudbältet som upptäcktes den 2 december 1931 av den franske astronomen Louis Boyer vid Algerobservatoriet. Den har fått sitt namn efter en brorson till upptäckaren.
Asteroiden har en diameter på ungefär 45 kilometer.